# 157747 Мандрика
157747 Мандрика (157747 Mandryka) — астероїд головного поясу, відкритий 2 лютого 2006 року.
Тіссеранів параметр щодо Юпітера — 3,107.